# Lipari
Lipari – miejscowość i gmina we Włoszech, w regionie Sycylia, w mieście metropolitarnym Mesyna. Wyspa ma pochodzenie wulkaniczne, a znajdujący się na niej drzemiący wulkan nosi tę samą nazwę. Jego ostatnia erupcja miała miejsce w 1230 roku.
Gmina Lipari obejmuje wyspy Lipari, Vulcano, Stromboli, Panarea, Alicudi i Filicudi.
Według danych na rok 2006 gminę zamieszkiwało 10 809 osób, 116,4 os./km².
Ok. 580 roku p.n.e. koloniści z Knidos i Rodos założyli tu kolonię znaną jako Lipara.

## Galeria

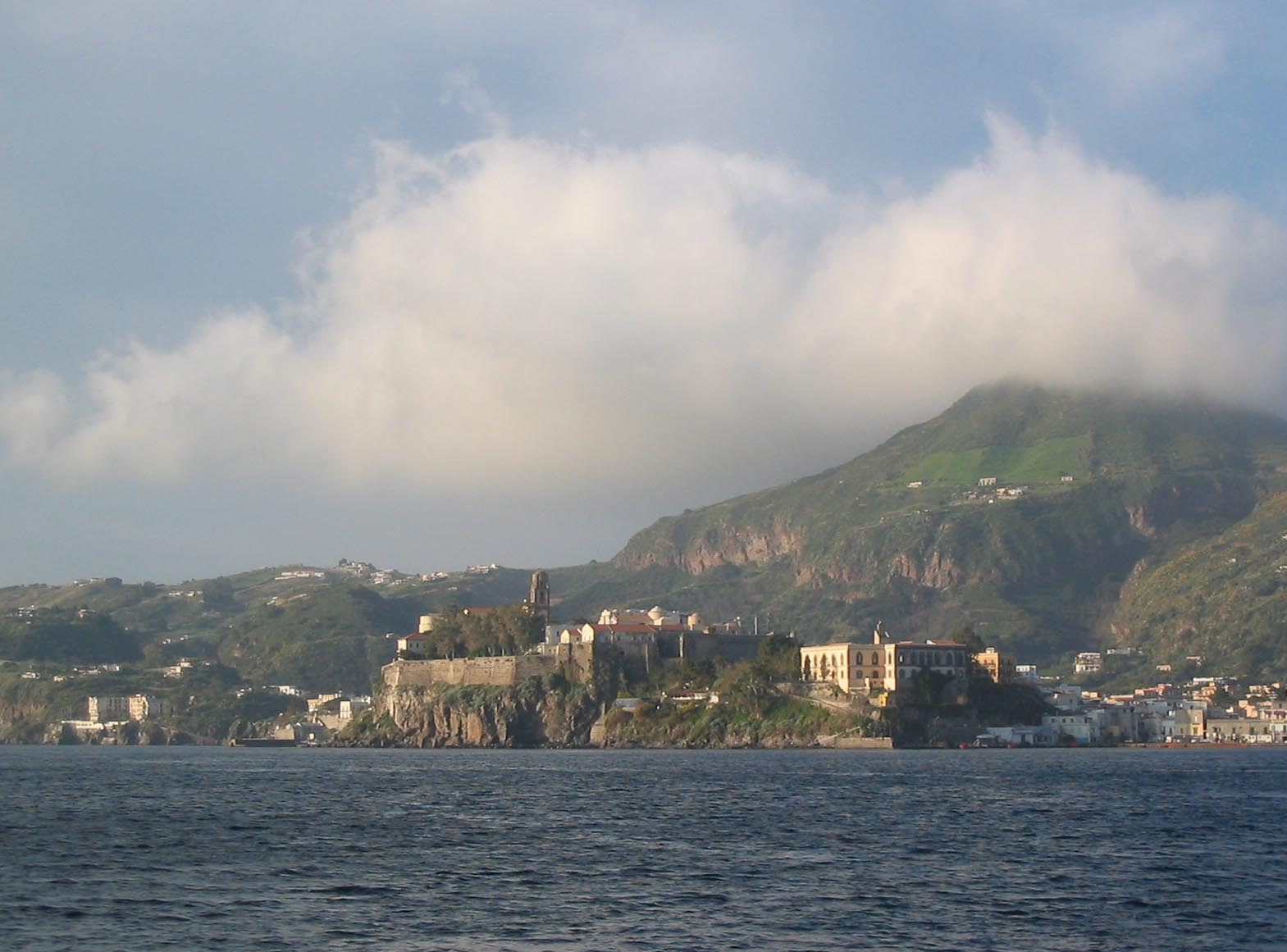
Widok na Lipari
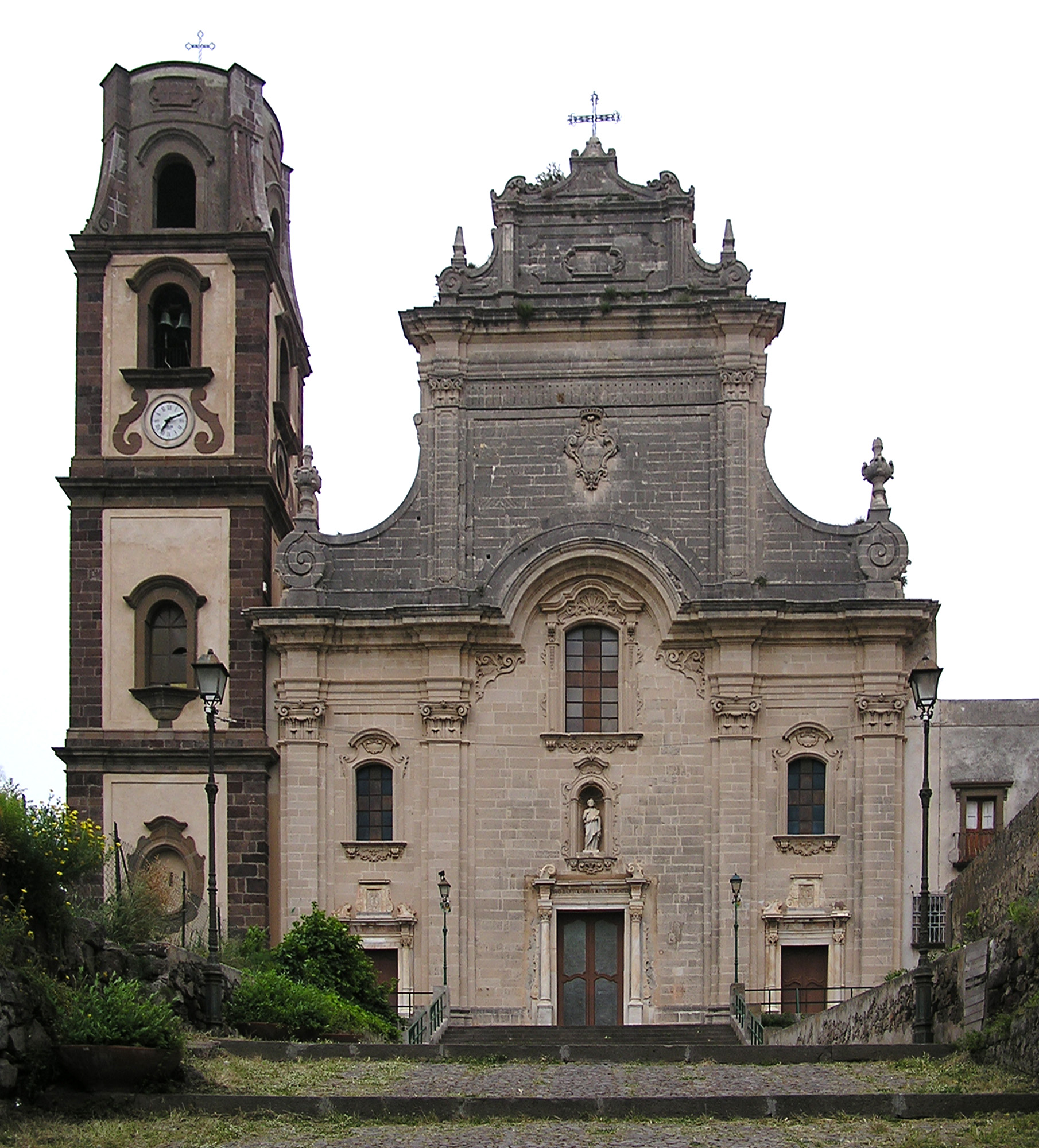
Katedra w Lipari
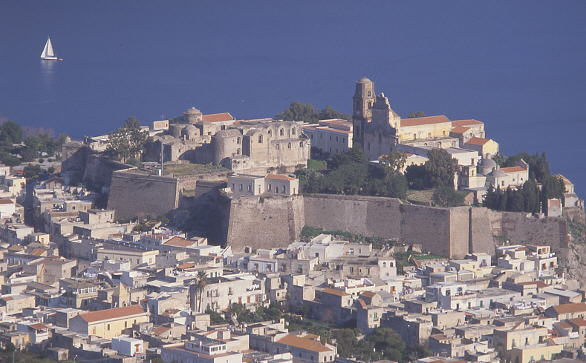
Widok na zamek w Lipari